# Stelis valladolidensis
Stelis valladolidensis är en orkidéart som beskrevs av Carlyle August Luer och D'aless. Stelis valladolidensis ingår i släktet Stelis och familjen orkidéer. Inga underarter finns listade i Catalogue of Life.